# International Institute in Geneva
Das International Institute in Geneva oder kurz IIG, bis 2022 International University in Geneva (IUN und IUG), ist eine private Universität, die im Jahre 1997 gegründet wurde und im ICC, International Center Cointrin in Genf, Schweiz, beheimatet ist. Die Bildungsinstitution ist in der Schweiz nicht als Hochschule anerkannt. Durch das British Accreditation Council (BAC) wurde das IIG als „Independent Higher Education Institution“ akkreditiert.
Gründer und Präsident des IIG ist Eric Willumsen, Kanzler Claude Martin und akademischer Dekan Winfried Boeing.
Es sind etwa 200 Studenten am IIG eingeschrieben.

## Gründung und Zweck
Das IIG wurde 1997 mit dem Ziel gegründet, eine multikulturelle und internationale Erziehung zu gewährleisten. Das IIG ist als nicht gewinnorientierte Stiftung Schweizer Rechts eingetragen. Der erste Kanzler der Universität war David Williamson (ehemaliger Leiter von DuPont). Das IIG gibt als Zweck an, auf eine „qualitätsorientierte Ausbildung, die Studenten Erfolg in geschäftlichen Belangen und angrenzenden Gebieten eine Karriere verspricht“ hinzuarbeiten, dies „in Kooperation mit der Internationalen Geschäftsgemeinde“.

## Kurse
Das International Institute in Geneva bietet Undergraduate (Bachelor) und Graduate (Master, Doctorate) Programme in Business Administration, International Relations, Digital Media, Business Analytics, International Trade, International Management, Computer Science and Sales und Marketing.
Folgende Programme und Abschlüsse werden angeboten (2022):
Bachelor
- BBA und MBA.
- BSc (Hons) Business Management (Plymouth University)
- Bachelor of Arts in International Relations (BA-IR)
- Bachelor of Arts in Communication and Digital Media (BA-DM)
- Bachelor of International Management (BA-IM)
- Bachelor of Science in Computer Science (BSc-CS)

Master
- Master of Business Analytics (MSc-BA)
- Master in Digital Marketing & Communication (MDMC)
- Master of Arts in Digital Media (MA-DM)
- Master of International Management (MIM)
- Master of International Trade & Finance (MITF)
- Master of International Relations and Diplomacy (MIR-D)
- MA Int. Rel. (University of Plymouth-UK)

Doctorate
- Doctorate of Business Administration (DBA)

Die IUG wurde 2013 programmbezogen durch das Accreditation Council for Business Schools and Programs (ACBSP) akkreditiert. Zudem erfolgte 2014 businessprogrammbezogen eine Akkreditierung seitens der International Assembly for Collegiate Business Education (IACBE).

## Kooperationen und Mitgliedschaften
Das IIG hat mit einigen Instituten bilaterale Abkommen geschlossen, die eine gegenseitige Anerkennung und Studentenaustausch beinhalten:
- Europa: ESLSCA Business School Paris, Frankreich; Helsinki Metropolia University of Applied Sciences, Helsinki, Finnland; ESIC Madrid, Spanien; Kadir Has University, Istanbul, Türkei; Prague University of Economics and Business, Prag, Tschechien; University of Plymouth,[13] Vereinigtes Königreich;
- Nordamerika (USA): Tulane University, New Orleans; Boston University; Indiana University of Pennsylvania IUP; Villanova University, Pennsylvania; Monterey Institute of International Studies, California;
- Mittlerer Osten: American University in Dubai UAE, Vereinigte Arabische Emirate;
- Zentral- und Südamerika: Universidad Anáhuac México, Mexiko-Stadt, Mexiko; Universidad Externado de Colombia, Bogotá, Kolumbien; Universität San Ignacio de Loyola USIL, Lima, Peru;
- Afrika: Institut supérieur de commerce et d'administration des entreprises ISCAE, Casablanca, Marokko;
- Asien: Indian Institute of Foreign Trade IIFT, Neu-Delhi, Indien; Thammasat-Universität, Bangkok, Thailand; Shanghai Jiao Tong University SJTU, Shanghai, China; Chung-Ang University, Seoul, Korea; Almaty Management University, Almaty, Kasachstan.

Das IIG ist Mitglied bei folgenden Vereinigungen:
- European Foundation for Management Development EFMD
- The British Accreditation Council BAC
- The Association of Collegiate Business Schools and Programs ACBSP
- Association to Advance Collegiate Schools of Business AACSB International, USA
- National Association of Foreign Student Advisers NAFSA, USA
- National Association for College Admission Counseling NACAC, USA
- American Association of Collegiate Registrars and Admissions Officers AACRAO, USA[15]
- European Council of International Schools ECIS, U. K.
- Fédération Suisse des Ecoles Privées FSEP, Schweiz[16]
- Association Suisse des Institutions Privées d’Etudes Supérieures ASIPES / Verband Schweizerischer Privatschulen (VSP)[17]
- Association Genevoise des Ecoles Privées AGEP, Schweiz[18]

## Ranking
Im Jahr 2008 wurde die IUG in einem nicht repräsentativen Ranking, das von der umstrittenen privaten französischen Beratungs- und Ratingagentur EDUNIVERSAL geführt wird, unter die 1000 besten Business Schools weltweit gezählt. Vor derselben Agentur wurde die IUG 2010 als sechstbeste Business School der Schweiz geführt (von neun aufgeführten), 2022 belegte das IIG im Ranking dieser Agentur Platz 8 von 10 aufgeführten Business Schools der Schweiz.